# Yuichiro Nagai
Yuichiro Nagai (永井 雄一郎, Nagai Yuichiro) est un footballeur japonais né le 14 février 1979 à Tokyo au Japon.